# 勒马斯达济勒
勒马斯达济勒（法語：Le Mas-d'Azil，法語發音：[lə mas dazil]）是法国阿列日省的一个市镇，位于该省中部偏西北，属于圣日龙区。

## 地理
勒马斯达济勒（43°4'50"N, 1°21'38"E）面积39.36 平方千米，位于法国奧克西塔尼大區阿列日省，该省份为法国西南部内陆省份，西部和北部与上加龙省接壤，东临奥德省，东南至东比利牛斯省接壤，南与安道尔和西班牙接壤。
与勒马斯达济勒接壤的市镇（或旧市镇、城区）包括：阿利耶尔、塞鲁堡、阿里兹河畔莱博尔德、卡马拉德、阿里兹河畔康帕涅、克莱蒙、阿里兹河畔迪尔邦、加布尔、蒙法、蒙瑟龙、萨巴拉特。
勒马斯达济勒的时区为UTC+01:00、UTC+02:00（夏令时）。

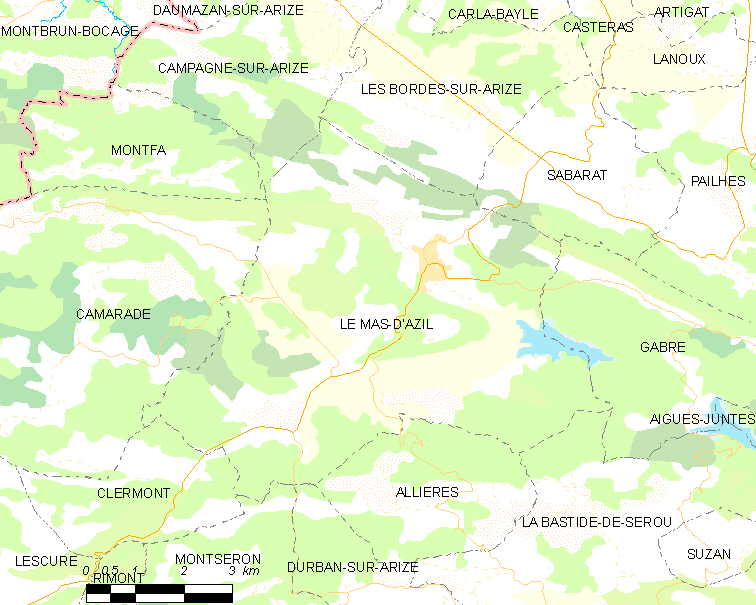
勒马斯达济勒的OSM定位图

## 行政
勒马斯达济勒的邮政编码为09290，INSEE市镇编码为09181。

## 政治
勒马斯达济勒所属的省级选区为阿里兹-莱兹县。

## 人口

1962-2008年间勒马斯达济勒人口变化图示

勒马斯达济勒于2022年1月1日时的人口数量为1236人。